# Culasi
Culasi (officiellement municipalité de Culasi ; en cebuano Lungsod sa Culasi ; en tagalog : Bayan ng Culasi) est une municipalité des Philippines, dans la province d’Antique et la région des Visayas occidentales.
Lors du recensement de 2020, sa population s'élève à 44 494 habitants.

## Géographie
Culasi (ou Colasi) est une municipalité côtière, située au nord-ouest de l'île de Panay, sur la mer de Sulu. Son territoire inclut trois îles : l'île de Maniguin, à environ 42 kilomètres au large, où est situé le phare de Maniguin mis en service en 1906 ; l'île de Mararison (de) à 2,45 kilomètres ; et l'île de Batbatan (de). 
La municipalité de Culasi est dominé par un volcan endormi, le mont Madja-as (en), point culminant à 2 117 mètres de l'île de Panay.

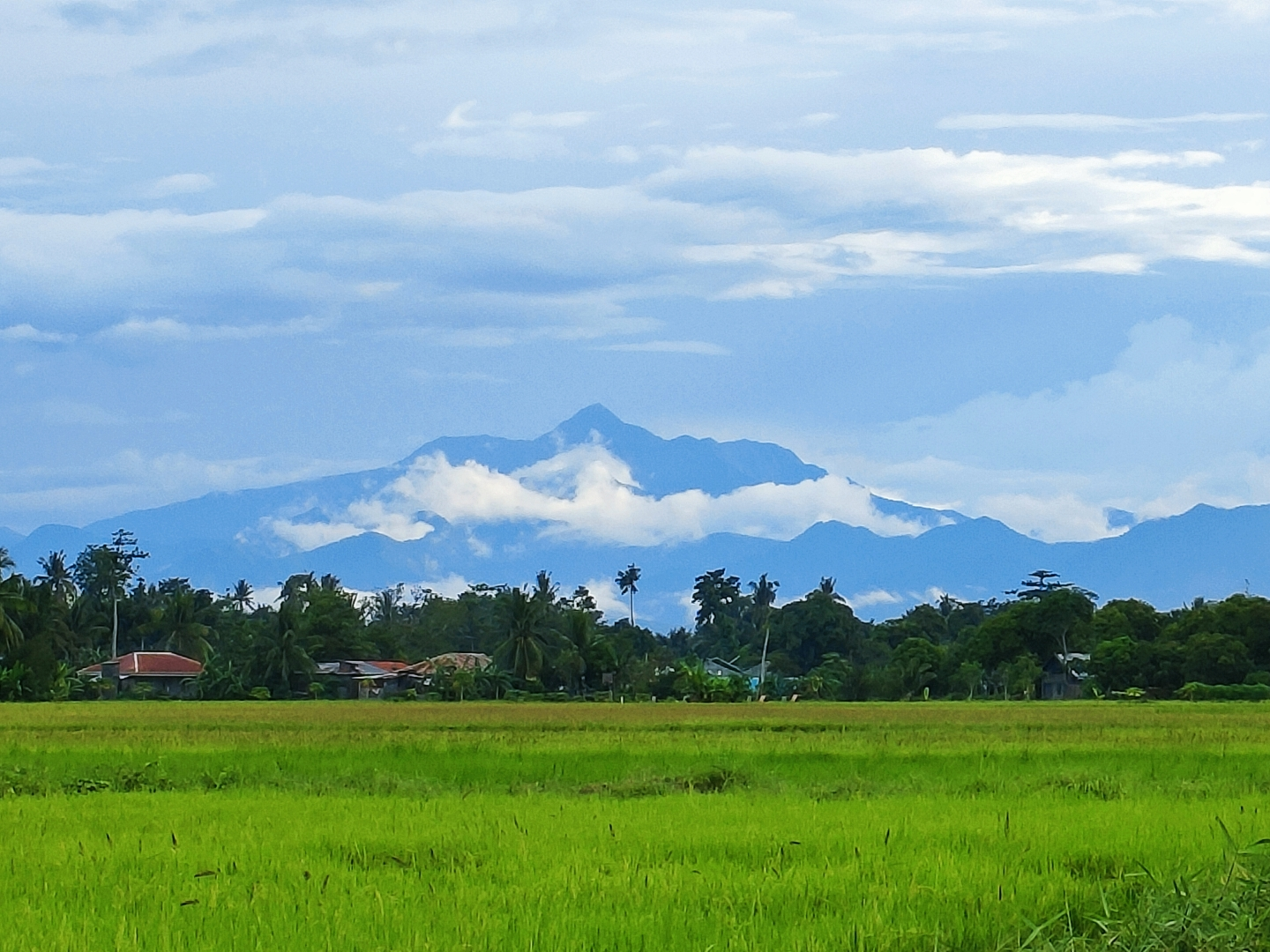
Le mont Madja-as vu de Lezo dans la province d'Aklan.

D'une superficie totale de 228,56 kilomètres carrés, Anini-y est divisée administrativement en 44 barangays (districts) :
- Alojipan
- Bagacay
- Balac-balac
- Magsaysay (Balua)
- Batbatan Island
- Batonan Norte
- Batonan Sur
- Bita
- Bitadton Norte
- Bitadton Sur
- Buenavista
- Buhi
- Camancijan
- Caridad
- Carit-an
- Condes
- Esperanza
- Fe
- Flores
- Jalandoni
- Janlagasi
- Lamputong
- Lipata
- Malacañang
- Mararison Island
- Maniguin Island
- Naba
- Osorio
- Paningayan
- Centro Poblacion
- Centro Norte (Poblacion)
- Centro Sur (Poblacion)
- Salde
- San Antonio
- San Gregorio
- San Juan
- San Luis
- San Pascual
- San Vicente
- Simbola
- Tigbobolo
- Tinabusan
- Tomao
- Valderama

Culasi est située à 92 kilomètres au nord de San Jose de Buenavista, chef-lieu de la province d'Antique, et à 90 kilomètres au sud-est de Kalibo, chef-lieu de la province adjacente d'Aklan.